# Pseudomops bicolor
Pseudomops bicolor är en kackerlacksart som beskrevs av Robert Walter Campbell Shelford 1906. Pseudomops bicolor ingår i släktet Pseudomops och familjen småkackerlackor.
Artens utbredningsområde är Ecuador. Inga underarter finns listade i Catalogue of Life.